# بيرين لوبلان
بيرين لوبلان (بالإنجليزية: Perrine Leblanc)‏ (1980، مونتريال في كندا)؛ كاتِبة وروائية كندية.